# Internet Architecture Board
La Junta de Arquitectura de Internet (Internet Architecture Board  o IAB) es el comité responsable del monitoreo y desarrollo de Internet designado por la Internet Society (ISOC).  Está organizado en grupos de trabajo (task forces) de los cuales el más conocido es el Grupo de Trabajo de Ingeniería de Internet (Internet Engineering Task Force o IETF), responsable de las pautas arquitectónicas a largo plazo, los procedimientos de apelación durante el proceso de estandarización y varias otras tareas. Sus miembros se nombran de acuerdo con un procedimiento descrito por la RFC 3677.
La organización detrás del IAB fue creada por la Agencia de Proyectos de Investigación Avanzados de Defensa (Defense Advanced Research Projects Agency o DARPA) bajo el nombre Internet Configuration Control Board en 1979. En septiembre de 1984, se convirtió en el Internet Advisory Board y luego Internet Activities Board en 1986. 
Es finalmente nombrado Internet Architecture Board bajo los auspicios de ISOC en 1992, lo que marca su independencia con respecto al gobierno de los Estados Unidos.

## Funciones
El IAB es responsable de las declaraciones solemnes como RFC 3869 (IAB Concerns and Recommendations Regarding Internet Research) o la RFC 1984 (IAB and IESG Statement on Cryptographic Technology). Pocos son los RFC firmados por el IAB, este estado está reservado para aquellos que se consideran merecedores de un estado especial.
Las otras misiones del IAB son:
- Aprobar las nominaciones propuestas por el Comité de Nominaciones de IESG.
- Revisar en apelación las mociones en contra de ciertas decisiones del IESG.
- Aprobar la nominación de la IANA, ahora bajo el control de la Corporación de Internet para la Asignación de Nombres y Números (Internet Corporation for Assigned Names and Numbers o ICANN).
- Asesorar a ISOC.
- Enmarcar las relaciones del IETF con otros organismos de normalización.

## Miembros
Para marzo de 2019 está compuesto de los siguientes miembros:
- Jari Arkko (Ericsson).
- Alissa Cooper (Cisco Systems).
- Ted Hardie (Google).
- Christian Huitema (independiente).
- Gabriel Montenegro (Microsoft).
- Erik Nordmark (Zededa).
- Mark Nottingham (Fastly).
- Melinda Shore (Fastly).
- Robert Sparks (independiente).
- Jeff Tantsura (Apstra).
- Martin Thomson (Fundación Mozilla).
- Brian Trammel (Google).
- Suzanne Woolf (independiente).
- Stephen Farrell (Trinity College Dublin).
- Wes Hardaker, (USC/ISI).
- Zhenbin Li, (Huawei).